# بویس مک دانیل
بویس مک دانیل (انگلیسی: Boyce McDaniel؛ زاده ۱۱ ژوئن ۱۹۱۷ درگذشته ۸ مهٔ ۲۰۰۲) یک دانشمند اهل ایالات متحده آمریکا بود.
در جنگ جهانی دوم ، بویس مک دانیل از تخصص الکترونیک خود برای کمک به تولید سیکلوترونهایی که برای جداسازی ایزوتوپهای اورانیوم استفاده می شوند ، استفاده کرد. همچنین گفته می شود که او قبل از منفجر شدن آن در آزمایش ، بررسی نهایی اولین بمب اتم را انجام داده است.